# Trigonophora schaefferi
Trigonophora schaefferi là một loài bướm đêm trong họ Noctuidae.